# Суйкі (Лодзинське воєводство)
Суйкі (пол. Sójki) — село в Польщі, у гміні Стшельці Кутновського повіту Лодзинського воєводства.
Населення — 345 осіб (2011).
У 1975-1998 роках село належало до Плоцького воєводства.

## Демографія
Демографічна структура станом на 31 березня 2011 року:
|          | Загалом | Допрацездатний вік | Працездатний вік | Постпрацездатний вік |
| -------- | ------- | ------------------ | ---------------- | -------------------- |
| Чоловіки | 172     | 41                 | 114              | 17                   |
| Жінки    | 173     | 38                 | 100              | 35                   |
| Разом    | 345     | 79                 | 214              | 52                   |